# Otti Binswanger
Otti Binswanger, geborene Ottilie Lilienthal, (* 11. November 1896 in Berlin; † 27. Januar 1971 in Florenz) war eine deutsche Schriftstellerin.

## Leben
Sie war die Tochter des Architekten Gustav Lilienthal und seiner Frau Anna, geborene Rothe, und eine Nichte des Flugpioniers Otto Lilienthal. Sie verlebte ihre Kindheit im Elternhaus in Berlin-Lichterfelde. Nach dem Ersten Weltkrieg arbeitete sie als Sozialarbeiterin und als Gymnastiklehrerin. Ende der 1920er Jahre lernte sie den jüdischen Sprach- und Literaturwissenschaftler Paul Binswanger kennen, den sie 1931 heiratete.
Die Binswangers emigrierten 1933 und gingen zunächst nach Italien. Hier waren sie 1938/1939 in ihrem Florentiner Exil Gasteltern der Brüder Erich und Georges-Arthur Goldschmidt. In seiner Autobiographie Über die Flüsse beschrieb Georges-Arthur Goldschmidt Otti Binswanger als „eine ungewöhnliche Frau, ‚grün‘, linksradikal und Feministin, schon lange bevor solche Begriffe überhaupt existierten“. Er attestierte ihr, eine entscheidende Rolle in seinem Leben gespielt zu haben. Sie habe ihn vom Schulzwang in der ihm verhassten deutschen Schule befreit, zu Hause unterrichtet und mit dem kulturellen Reichtum von Florenz vertraut gemacht. Otti Binswangers eigenen Werdegang charakterisierte er so:

„Sie hatte der Jugendbewegung, dem Wandervogel, vor 1914 angehört. Im Durcheinander der damaligen »Weltanschauungen« erzogen, in welchen Schlimmstes sich zusammenbraute, es hätte aber auch das Beste werden können, hatte sie sich auch gemeinschaftlichen Illusionen hingegeben, sie las Hans Blüher und wurde Anhängerin Rudolf Steiners und kultivierte ein »frisch/froh/freies« Deutschlandbild aus Wald
und Dichtern, von dem man weiß, und sie wußte es besser als viele andere – sie hatte es schon am Ende des ersten Weltkrieges kommen sehen –, was daraus geworden ist.“

Als die 1938 verabschiedeten Italienischen Rassengesetze den Juden auch in Italien ihre Sicherheit raubten, trennten sich die Wege der Binswangers und der Goldschmidt-Jungen. Die Binswangers emigrierten nach Christchurch in Neuseeland, Erich und Georges-Arthur Goldschmidt fanden in Frankreich ein neues Domizil. Sie wurden in Savoyen zunächst in einem katholischen Internat in Annecy versteckt und schließlich bei Bergbauern. wodurch sie der Deportation entgingen.
Die Binswangers zogen 1958 von Neuseeland nach London und 1958 wieder nach Florenz, wo Otti Binswanger bis zu ihrem Tode lebte.

## Werke
- And how do you like this country. Stories of New Zealand. Brookes, Christchurch 1945. Neuausgabe Lang, Frankfurt am Main 2010. (Germanica Pacifica 5) ISBN 978-3-631-59850-4
- Der Albatros. Ein Weg durch die Zeit. Jugend in Berlin. Leben in der Emigration. Hrsg. von Friedrich Voit. Mit einem Nachwort von Livia Käthe Wittmann. Metropol, Berlin 2011. ISBN 978-3-86331-039-4
- Eine Wiederbegegnung im neuseeländischen Exil. Der Briefwechsel von Karl Wolfskehl mit Otti und Paul Binswanger (1939–1948). Mit begleitendem Kommentar. Hrsg. von Friedrich Voit. Lang-Ed., Frankfurt am Main 2014. (Germanica Pacifica 14) ISBN 978-3-631-65181-0